# Emblemaria nivipes
Emblemaria nivipes är en fiskart som beskrevs av Jordan och Gilbert, 1883. Emblemaria nivipes ingår i släktet Emblemaria och familjen Chaenopsidae. IUCN kategoriserar arten globalt som otillräckligt studerad. Inga underarter finns listade i Catalogue of Life.